# Sooronbaj Žeenbekov
Sooronbaj Šaripovič Žeenbekov  (kyrgyzsky Сооронбай Шарипович Жээнбеков; * 16. listopadu 1958 Kara-Kuldža, Ošská oblast) je kyrgyzstánský politik a od 24. listopadu 2017 do 15. října 2020 pátý prezident Kyrgyzstánu. V letech 2012–2015 byl guvernérem Ošské oblasti a v letech 2016–2017 byl předsedou vlády.

## Život
Narodil se v zemědělské rodině, má celkem devět sourozenců. Bratr Asylbek Žeenbekov je také politikem a jeho dalším bratrem je Žusupbek Šarípov, velvyslanec Kyrgyzstánu na Ukrajině. Žeenbekov navštěvoval Kyrgyzskou zemědělskou akademii, obor zootechnik. V roce 2003 vystudoval účetnictví na Kyrgyzské národní agrární univerzitě.
Ve věku 18 let pracoval jako učitel a vyučoval ruštinu a literaturu. V roce 1983 se stal hlavním zootechnikem sovchozu „Sovět“ v Sovětském okrese Ošské oblasti, kde pracoval do roku 1988. V listopadu 1988 získal funkci instruktora okresního výboru Komunistické strany Kyrgyzstánu Ošské oblasti. V letech 1989 – 1991 působil jako tajemník stranického výboru v sovchozu „Uljanova“ a později až do roku 1993 jako ředitel tohoto sovchozu.
Po vstupu do politiky v roce 1993 byl Žeenbekov zvolen předsedou sovchozu Kaška-Žol v okrese Kara-Kuldža. V roce 1995 se stal náměstkem předsedy Shromáždění lidových zástupců (Жогорку Кенеш, jednokomorový kyrgyzský parlament). V roce 2007 se stal ministrem zemědělství, vodních zdrojů a zpracovatelského průmyslu. O tři roky později působil jako guvernér Ošské oblasti a v roce 2015 byl jmenován ředitelem Státní služby zaměstnanců. V březnu 2016 byl jmenován prvním náměstkem prezidenta republiky před svým jmenováním předsedou vlády Kyrgyzstánu.
Žeenbekov odstoupil z funkce předsedy vlády 21. srpna 2017 poté, co byl jmenován oficiálním kandidátem v prezidentských volbách v roce 2017. Uvedl, že „chtěl být v rovnoprávném postavení s jinými kandidáty na prezidentský úřad.“ Volby se konaly 15. října 2017. Kyrgyzská centrální volební komise hlásila celkem téměř 1,7 milionu hlasů, z nichž Žeenbekov získal 54,74 procent.
Sooronbaj Žeenbekov byl slavnostně inaugurován do funkce prezidenta dne 24. listopadu 2017. Na funkci rezignoval 15. října 2020 ve snaze zabránit krveprolití při protestech, které přetrvávají od 5. října, od oznámení výsledků parlamentních voleb.

## Vyznamenání
- Manasův řád – Kyrgyzstán, 2015
- Řád Nazarbajeva – Kazachstán, 2019[2]